# Esperantopark und Girardipark

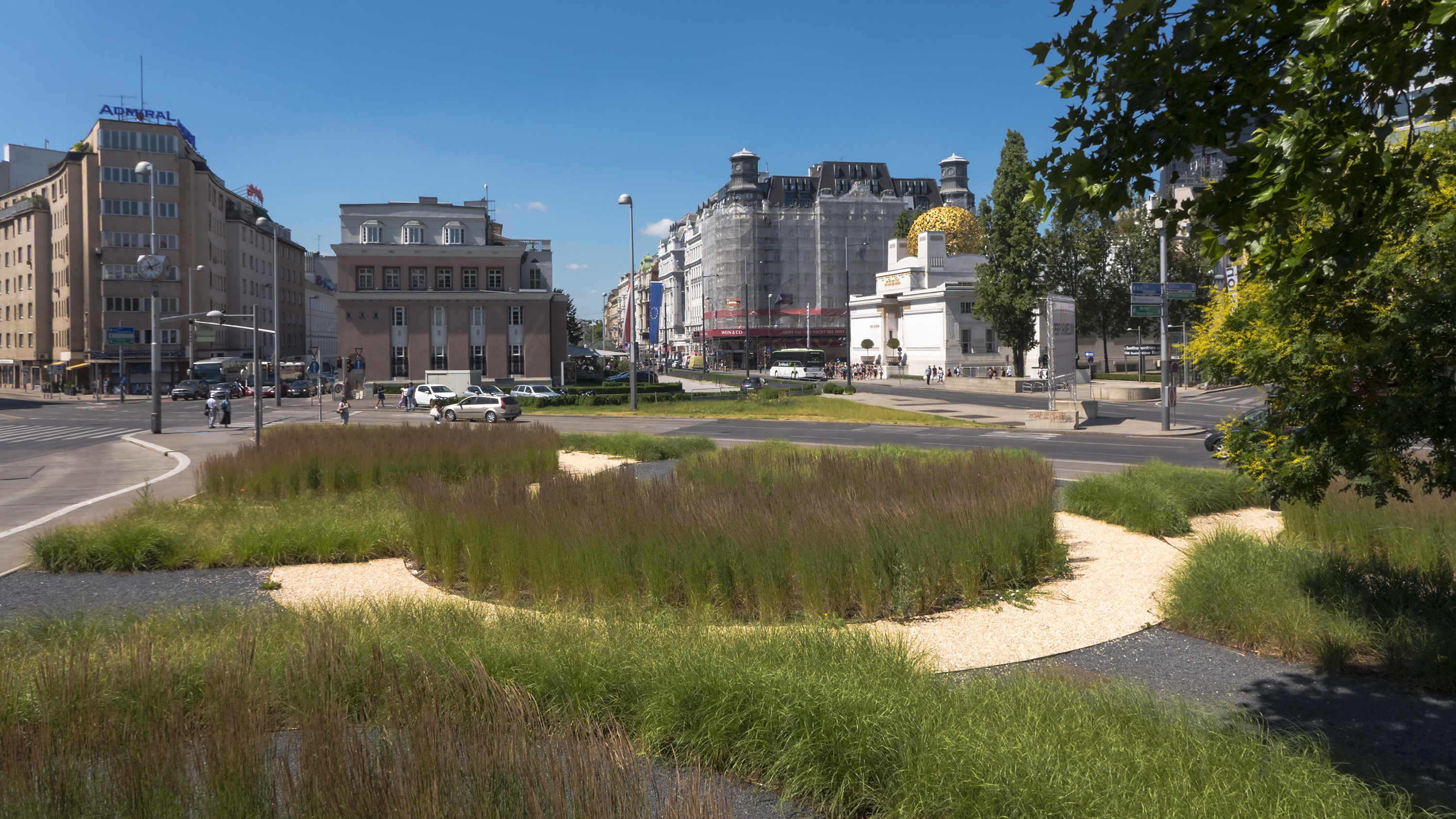
Esperantopark

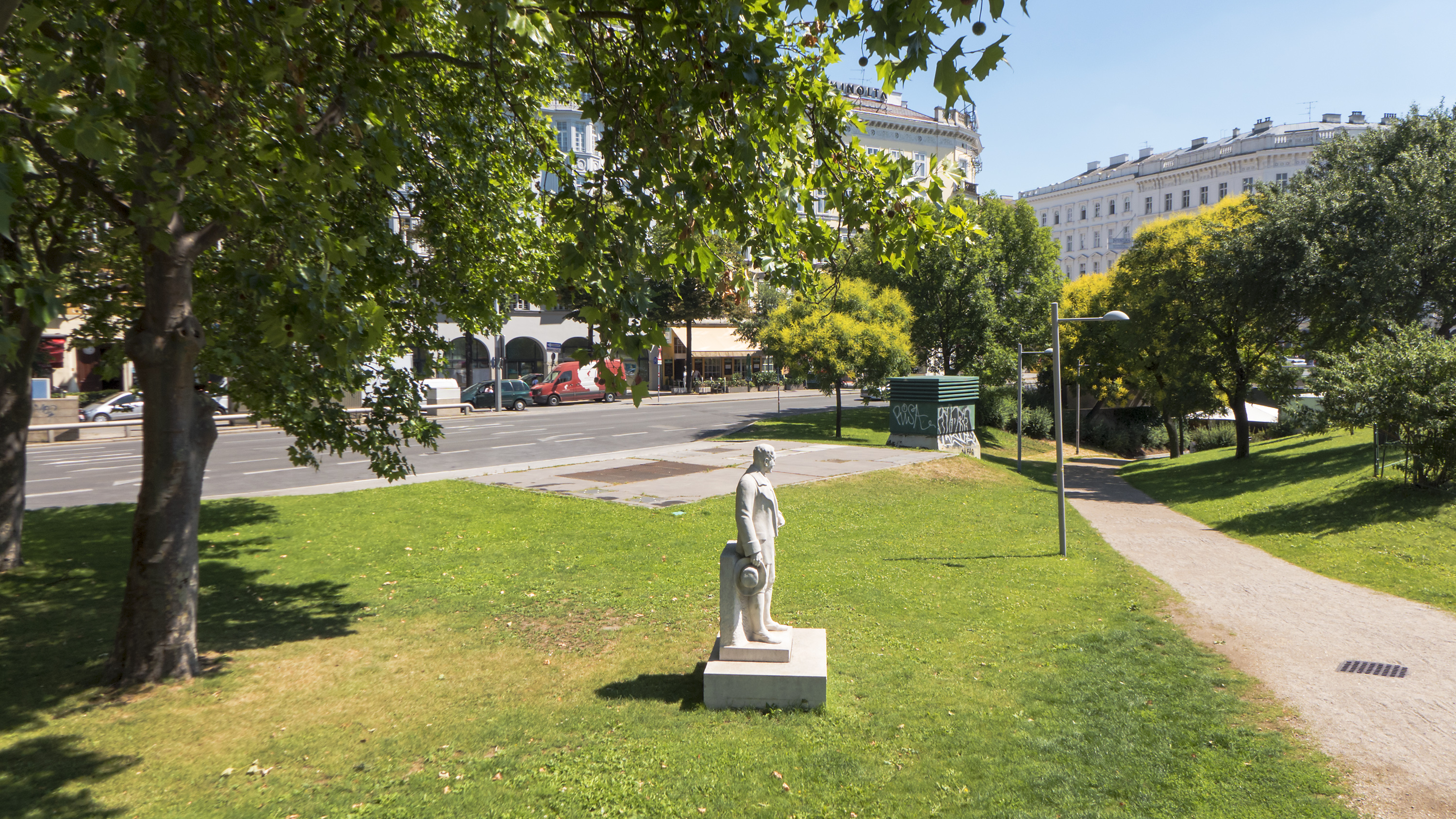
Girardipark

Esperantopark und Girardipark sind zwei nur durch einen Gehweg voneinander getrennte Grünanlagen im 1. Wiener Gemeindebezirk Innere Stadt.

## Beschreibung
Die beiden miteinander verbundenen Grünanlagen befinden sich auf einer großen Verkehrsinsel der Friedrichstraße und sind dem Resselpark und Rosa-Mayreder-Park im 4. Bezirk Wieden benachbart. Dieses ganze zusammenhängende Terrain um den Karlsplatz war ab dem 16. Jahrhundert Teil des die Wiener Stadtmauer umgebenden Glacis und wurde vom Wienfluss durchflossen. 1817 regulierte man den Fluss, der in Verlängerung der Kärntner Straße von der Kärntnertorbrücke überspannt wurde, die 1854 durch die Elisabethbrücke ersetzt wurde. 1895–1902 wurde der Wienfluss schließlich eingewölbt, die Elisabethbrücke abgebrochen und neben dem Fluss die unterirdische Trasse der Stadtbahn angelegt. Durch den U-Bahn-Bau ab 1969 wurde das ganze Gebiet durch den schwedischen Architekten Sven-Ingvar Andersson neu gestaltet und die Straßenführung der Friedrichstraße verändert, so dass die heute noch bestehende Situation entstand. Im Zuge der 2006 von Jakob Fina neu gestalteten Bepflanzung aller Grünanlagen des Karlsplatzes wurden der Esperanto- und Girardipark geschaffen.
Der Bereich der beiden Parks liegt inmitten stark befahrener Straßen und eignet sich daher nicht zum Verweilen. Folglich wurde auch auf die in Parks üblichen Sitzgelegenheiten verzichtet und stattdessen im Esperantopark durch ornamental angelegte erhöhte Blumenbeete ein Blickfang geschaffen.
Im „Esperantopark“ befindet sich das Denkmal für den Erfinder der Plansprache Esperanto, Ludwik Lejzer Zamenhof. Es wurde vom Esperanto-Museum gestiftet und 1958 von Josef Müller-Weidler geschaffen. Auf einem hohen Postament befindet sich die Bronzebüste Zamenhofs. Das Denkmal stand früher auf dem Börseplatz. Durch die Aufstellung des Denkmals und die Namengebung des Parks wurde die Esperantistenbewegung in Wien gewürdigt, die in dieser Stadt bereits 1910 einen Kongress sowie 1970 und 1992 Weltkongresse abgehalten hat.
Im Esperantopark befindet sich auch der Abstieg in die Wiener Kanalisation, die im Rahmen sogenannter 3. Mann-Touren besichtigt werden kann. Dabei wird auf den bekannten Film Der dritte Mann mit Orson Welles Bezug genommen, der nicht zuletzt durch die Szenen in der Wiener Kanalisation berühmt ist.
Der benachbarte „Girardipark“ wird durch das Denkmal für den Schauspieler Alexander Girardi beherrscht, das 1929 von Otto Hofner geschaffen wurde. Dabei handelt es sich um ein Steindenkmal, das Girardi auf einem sehr niedrigen Sockel in ganzer Figur zeigt. Als Valentin, (mit dem Hobel unter den Arm), aus dem Theaterstück „Der Verschwender“ von Ferdinand Raimund.

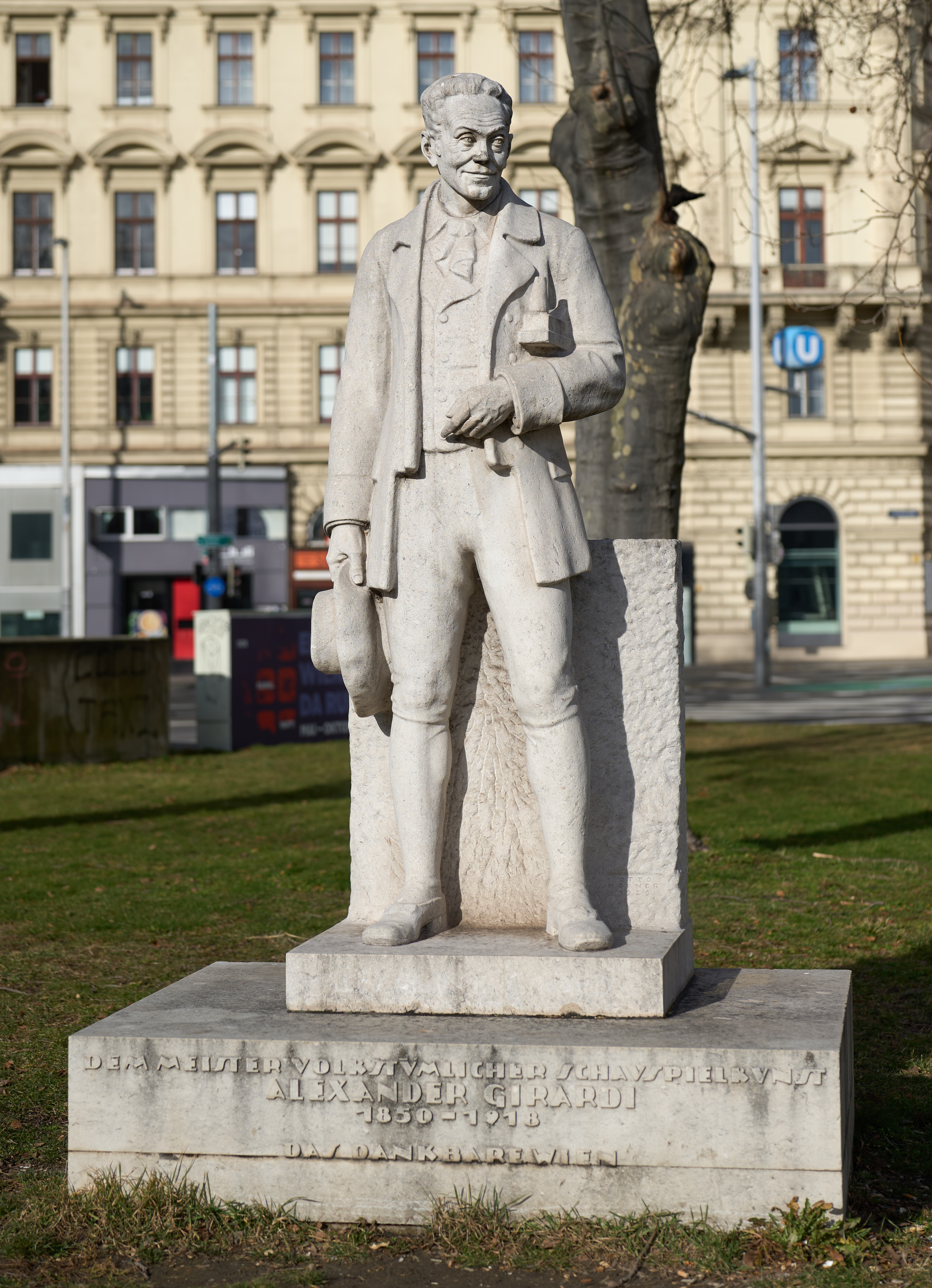
Girardipark, Denkmal für Alexander Girardi
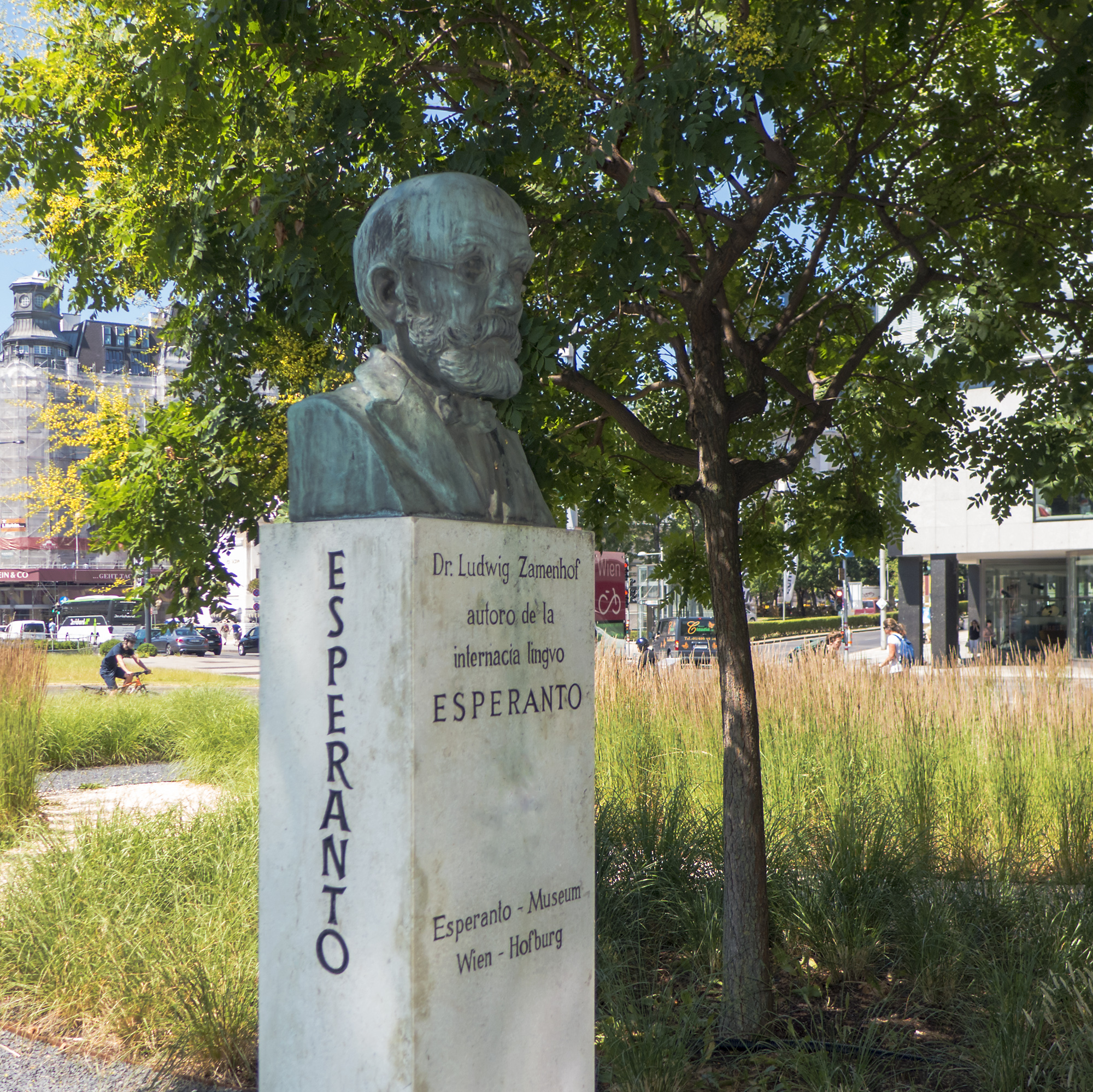
Esperantopark, Denkmal für Ludwik Lejzer Zamenhof
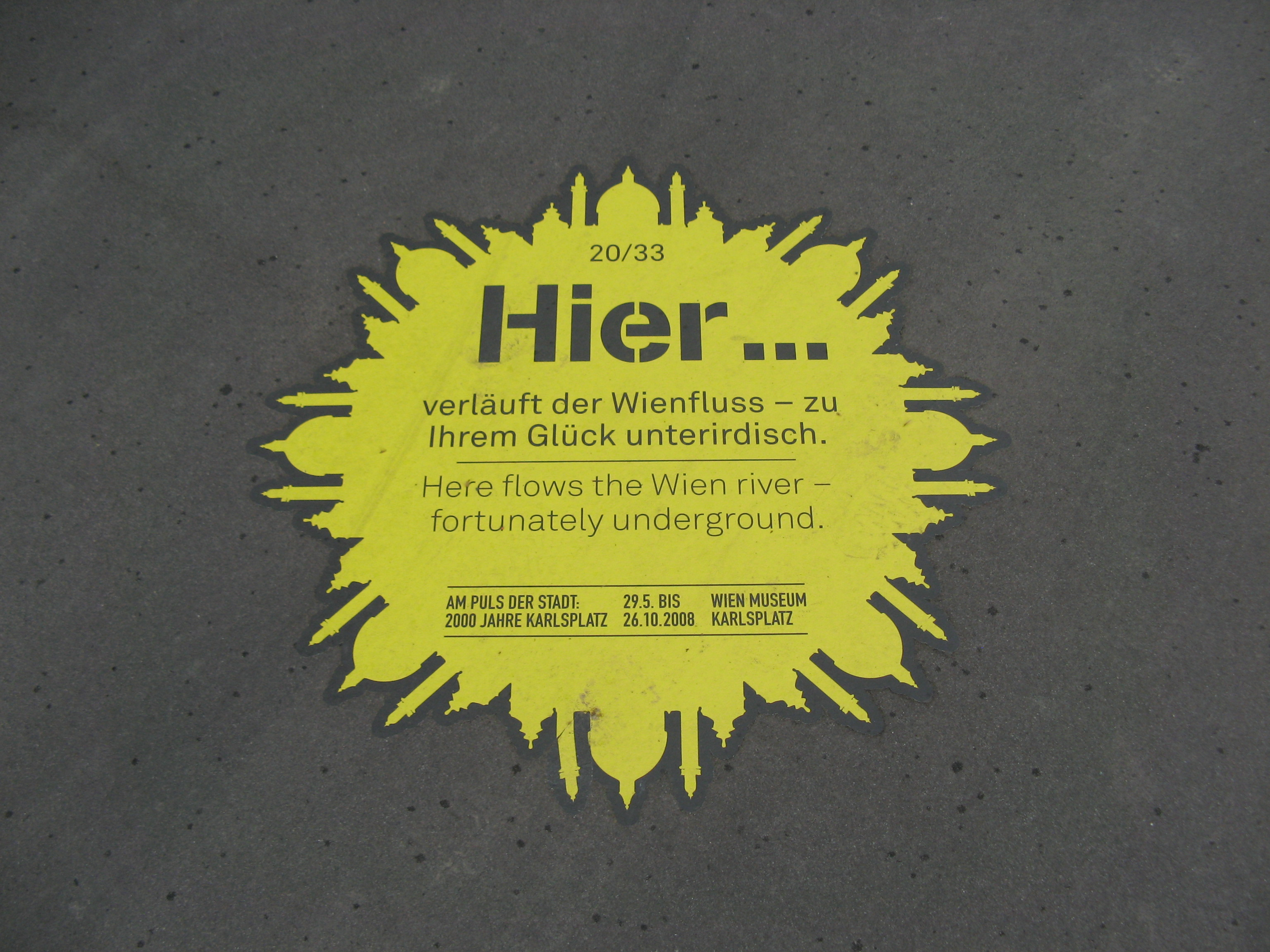
Wienfluss unter dem Esperantopark
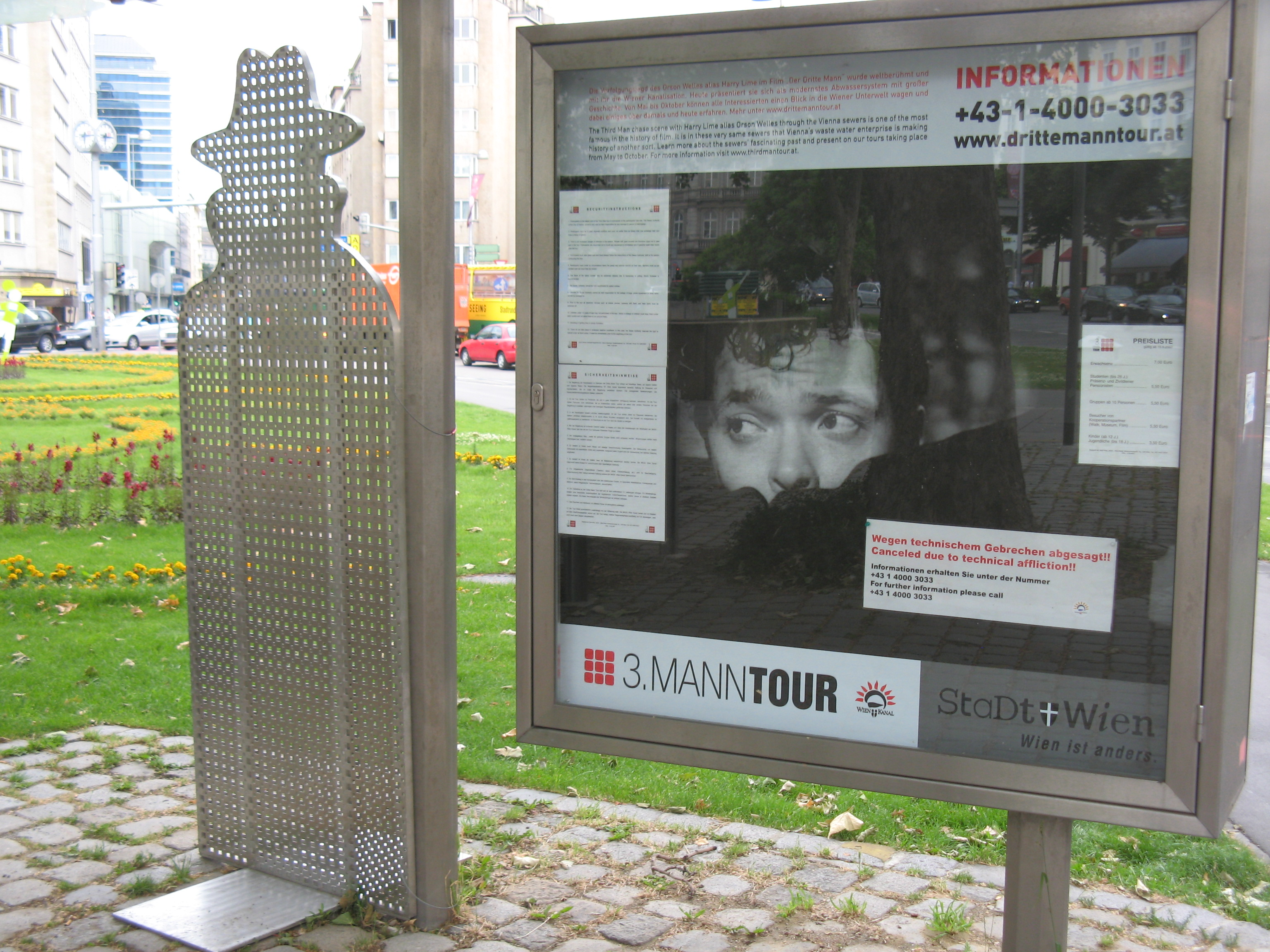
3. Mann-Tour